# 李佛子
李佛子（越南语：／，518年—602年），是越南北部地方军阀，萬春國（野能國）政權皇帝（555年－602年）。

## 生平
李佛子原是万春国皇帝李賁的部將。546年，陳霸先擊敗李賁，李賁出奔屈獠。李佛子則同李天寶一起，率三萬人逃往九真，遭陳霸先追擊，投奔哀牢。548年李賁逝世後，追隨李天寶，在桃郎城寨立國。555年，李天寶病逝後繼領其部眾，建都峯州，越南史家稱之為「後李南帝」（越南语：／）。
557年，李佛子興兵攻打军阀趙光復，戰於太平縣，未分勝負。李佛子隨後與趙光復簽訂了和約，以君臣州為界。李佛子遣子雅郎入贅於趙氏。
571年，李佛子再次興兵攻打趙光復，兼併了趙氏的勢力。
李佛子與中國隋朝關係微妙。隋文帝於601年詔令境內建造佛塔及安奉舍利，交州地區亦有執行。據銘文資料記載：「維大隋仁壽元年歲次辛酉十月，辛亥朔十五乙丑，皇帝普為一切法界幽顯生靈，謹於交州龍編縣禪眾寺奉安舍利，敬造佛塔。」學者王承文據此認為，李佛子與隋室應有著隸屬關係。
601年，李佛子派兄長的兒子李代權據守龍編，將軍李普鼎據守鳴鳶城，自己則率軍守「越王古城」。隋文帝計畫發兵討伐李佛子。左僕射楊素推薦瓜州刺史劉方有將帥的才能，於是文帝拜劉方為交州道行軍總管，以度支侍郎敬德亮為長史，統領二十七營前往征討。李佛子遣二千餘人前往防禦，隋軍的營主宋纂、何貴、嚴願等率部，在都隆嶺擊敗了守軍。劉方隨後遣使勸降。李佛子因畏懼而率軍投降，被劉方縛送隋都大興城，與其他將領一同被斬首，前李朝滅亡。
越南人為紀念李佛子，在小鴉海口為李佛子修建祠堂，對其進行祭拜。後來在《粵甸幽靈集》中，追稱他為英烈仁孝欽明聖武皇帝。

## 中国史籍记载
《陈书》：至德二年（584）夏四月戊辰，交州刺史李幼荣献驯象。
《隋书》卷2《高祖纪下》：仁寿二年（602）十二月，交州人李佛子举兵反，遣行军总管刘方讨平之。 
《刘方传》：仁寿中，会交州俚人李佛子作乱，据越王故城，遣其兄子大权据龙编城，其别帅李普鼎据乌延城。左仆射杨素言方有将帅之略，上于是诏方为交州道行军总管，以度支侍郎敬德亮为长史，统二十七营而进。方法令严肃，军容齐整，有犯禁者，造次斩之。然仁而爱士，有疾病者，亲自抚养。长史敬德亮从军至尹州，疾甚，不能进，留之州馆。分别之际，方哀其危笃，流涕呜咽，感动行路。其有威惠如此，论者称为良将。至都隆岭，遇贼二千余人来犯官军，方遣营主宋纂、何贵、严愿等击破之。进兵临佛子，先令人谕以祸福，佛子惧而降，送于京师。其有桀黠者，恐于后为乱，皆斩之。 
《令狐熙传》：熙奉诏，令交州渠帅李佛子入朝。佛子欲为乱，请至仲冬上道，熙意在羁縻，遂从之。有人诣阙讼熙受佛子赂而舍之，上闻而固疑之。既而佛子反问至，上大怒，以为信然，遣使者锁熙诣阙。熙性素刚，郁郁不得志，行至永州，忧愤发病而卒，时年六十三。上怒不解，于是没其家财。及行军总管刘方擒佛子送于京师，言熙实无赃货，上乃悟，于是召其四子，听预仕焉。少子德棻，最知名。

## 腳註
1. ↑  此上內容，皆俱越南吳士連的《大越史記全書》。「李天寶」、「趙光復」二人不見於中國史料記載。《隋書》並未指明李佛子军阀與李賁军阀的關係。
2. ↑  王承文《越南新出隋朝〈舍利塔銘〉及相關問題考釋》，收錄於《學術研究》2014年第6期，廣東省社會科學界聯合會《學術研究》雜誌社，95─101頁。
3. ↑  《隋書·劉方傳》作「大權」。
4. ↑  河内市近郊東英縣的古螺城。
5. ↑  魏徵等《隋書·劉方傳》，北京中華書局，1357─1358頁。